# Оукланд (Кентаки)
Оукланд (енгл. Oakland) град је у америчкој савезној држави Кентаки.

## Демографија
По попису из 2010. године број становника је 225, што је 35 (-13,5%) становника мање него 2000. године.
| Група             | 2000.       | 2010.       |
| Белци             | 229 (88,1%) | 189 (84,0%) |
| Афроамериканци    | 30 (11,5%)  | 35 (15,6%)  |
| Азијати           | 0 (0,0%)    | 0 (0,0%)    |
| Хиспаноамериканци | 0 (0,0%)    | 0 (0,0%)    |
| Укупно            | 260         | 225         |